# Hopegill Head
Hopegill Head är en bergstopp i Storbritannien.   Den ligger i grevskapet Cumbria och riksdelen England, i den centrala delen av landet, 400 km nordväst om huvudstaden London. Toppen på Hopegill Head är 770 meter över havet, eller 104 meter över den omgivande terrängen. Bredden vid basen är 0,89 km. Hopegill Head ingår i Cumbrian Mountains.
Terrängen runt Hopegill Head är huvudsakligen kuperad.Runt Hopegill Head är det ganska tätbefolkat, med 70 invånare per kvadratkilometer. Närmaste större samhälle är Workington, 19,1 km väster om Hopegill Head. I omgivningarna runt Hopegill Head växer i huvudsak blandskog.